# Kanton Antibes-Centre
Kanton Antibes-Centre (fr. Canton d’Antibes-Centre) – dawny kanton w okręgu Grasse, departamencie Alpy Nadmorskie (fr. Alpes-Maritimes), w regionie Prowansja-Alpy-Lazurowe Wybrzeże (fr. Provence-Alpes-Côte d’Azur). W jego skład wchodziła 1 gmina: Antibes. W kantonie w 2011 roku zamieszkiwało 28 964 osó. W marcu 2015 kanton został rozwiązany, a jego część została włączona do gminy Antibes.